# Tania Zamparo
Tania Zamparo (Roma, 16 agosto 1975) è una conduttrice televisiva ed ex attrice italiana, eletta Miss Italia 2000.

## Biografia

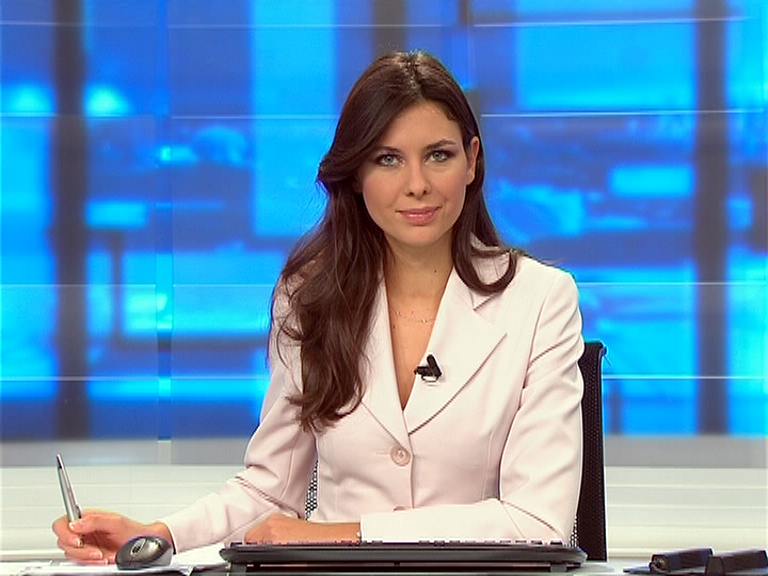
Tania Zamparo durante la conduzione di Sky Sport 24

Dopo il conseguimento della maturità classica sperimentale si laurea in Lettere moderne indirizzo lingue e letterature straniere. L'11 settembre del 2000 a Salsomaggiore Terme vince la 61ª edizione del concorso Nazionale Miss Italia. Dal novembre 2000 al giugno 2001 conduce il programma Rai Uno Spot in onda su Rai 1, insieme a Barbara Clara, Miss Italia nel mondo 2000, e a Fabrizio Gatta.
Nel 2004 partecipa come protagonista di puntata a un episodio della quarta stagione di Don Matteo e recita nel film Colori, diretto da Cristiano Ceriello. Nel 2006, sempre per la regia di Ceriello, recita in Film D. Nel 2005 è protagonista dei 24 episodi di In crociera, docu-fiction di viaggi in onda sul canale tematico Marcopolo.
Da settembre 2005 a giugno 2007 affianca Luciano Rispoli nella conduzione di Tappeto Volante, su Canale Italia. Dal 2007 conduce Village Club Viaggi, notiziario di informazione turistica. Dal 30 agosto 2008 è una delle conduttrici di Sky Sport 24. Dall'8 novembre 2009 al 30 giugno 2010 conduce il magazine di rugby Terzo Tempo in onda ogni domenica su Sky Sport 2.
È giornalista pubblicista dal 2011. Ha condotto gli approfondimenti e le presentazioni da studio delle partite del torneo di rugby Sei Nazioni trasmesso da Sky Sport nelle edizioni dal 2010 al 2013 e delle partite della Rugby World Cup 2011. Nel 2013 conduce anche Better Magazine, su Lottomatica TV. Nel 2014 lascia Sky, e nella stagione sportiva 2014-2015 è conduttrice della trasmissione In casa Napoli in onda sulla TV campana Piuenne.

### Vita privata
Nel dicembre 2013 si è sposata con il manager svizzero Gianluigi Pacini Battaglia, dal quale ha avuto due figli: Francesco, nato nel 2012 e Gabriele, nato nel 2015. Vive a Lugano.
Si è dichiarata tifosa della Lazio.

## Filmografia

### Cinema
- Colori, regia di Cristiano Ceriello (2004)
- Film D, regia di Cristiano Ceriello (2006)

### Televisione
- Le ragazze di Miss Italia, regia di Claudio Risi – film TV (2002)
- Don Matteo – serie TV, episodio 4x09 (2004)
- Senti chi pensa – serie TV (2007)